# Lutherisch Wäldele
Das Lutherisch Wäldele (auch Lutherisches Wäldele) ist ein Landschaftsschutzgebiet (Schutzgebietsnummer 2.12.004) im Stadtteil Mühlburg der Stadt Karlsruhe an der Grenze zum Stadtteil Daxlanden.

## Lage, Charakteristik und Größe
Das 8,3 ha große Landschaftsschutzgebiet liegt in einer Schleife der Alb in deren Überflutungsaue südlich des Karlsruher Rheinhafens und nördlich der Daxlander Straße. Es erstreckt sich vom Flüsschen Alb bis zur Niederterrasse und besteht großenteils aus Wald in früheren Überschwemmungsgebieten. Die vorhandenen Hybridpappeln wurden geschlagen, um die Entwicklung eines naturnahen Auenwalds zu ermöglichen. Im Norden wird es vom Rheinhafenbad, im Osten vom Gelände der Stadtwerke Karlsruhe begrenzt.
Im Wäldele liegt eine unter Denkmalschutz stehende, 1921 für die geplante zweite Hafenbahn errichtete, aber niemals in Betrieb genommene einjochige Eisenbahnbrücke in Massivkonstruktion.

## Geschichte
Das Landschaftsschutzgebiet wurde im Jahr 1962 eingerichtet.